# Mnesicles luzonicus
Mnesicles luzonicus är en insektsart som beskrevs av Marius Descamps 1974. Mnesicles luzonicus ingår i släktet Mnesicles och familjen Chorotypidae. Inga underarter finns listade i Catalogue of Life.